# Open d'Allemagne de tennis de table
Pour les articles homonymes, voir Open d'Allemagne.
L’Open d'Allemagne est un tournoi international de tennis de table en Allemagne qui a lieu régulièrement depuis 1925. 
À partir de 1999, il devient une étape du Pro-tour de tennis de table organisée par la fédération internationale de tennis de table.
L'édition 2010 se déroule du 18 au 21 mars à Berlin. Le tenant du titre Timo Boll s'est incliné en quart de finale 13-11 à la belle devant Chen Qi, lui-même battu par Ma Long le vainqueur de l'épreuve chez les messieurs, qui remporte aussi le double avec Chen Qi. Chez les dames c'est la Chinoise Feng Yalan qui s'impose.
L'édition 2009 s'est déroulée du 19 au 22 mars à Brême. Timo Boll s'est imposé en simple homme à domicile. Il remporte le double par la même occasion avec son camarade Christian Süss. Chez les femmes, c'est la Japonaise Sayaka Hirano qui remporte le titre.
En 2008 les tableaux de doubles ont été remplacés par une compétition par équipes, et l'équipe de Pologne (Lucjan Blaszczyk, Jakub Kosowski et Wang Zeng Yi) s'est imposée devant l'équipe d'Allemagne composée de Christian Süss, Bastian Steger et Zoltan Fejer-Konnerth. Chez les dames, l'équipe de Singapour gagne en finale contre l'équipe d'Allemagne.
Le World Tour est arrêté fin 2020 et est remplacé par les épreuves de la WTT marquant la fin des "tournois open" de l'ITTF.

## Palmarès

### Open d'Allemagne
| année | simple messieurs     | double messieurs       | simple dames                        | double dames                           | double mixte                         |
| ----- | -------------------- | ---------------------- | ----------------------------------- | -------------------------------------- | ------------------------------------ |
| 1925  | Prashant N. Nanda    | Richter-Schwerdtfeger  |                                     |                                        |                                      |
| 1926  | Zoltán Mechlovits    | Josephine Wiesenthal   |                                     |                                        |                                      |
| 1927  | Sándor Glancz        | Erika Metzger          | Béla von Kehrling Zoltán Mechlovits | Josephine Wiesenthal Gertrude Wildhamn | Laszlo Bellak Mona Rüster            |
| 1928  | Alfred Liebster      | Mária Mednyánszky      | Laszlo Bellak Sándor Glancz         |                                        | Daniel Pecsi Erika Metzger           |
| 1929  | Antonin Malecek      | Ingeborg Carnatz       | Mordecai Finberg Arnold Oschin      |                                        | Valter Kolomodin Ingeborg Carnatz    |
| 1930  | Viktor Barna         | Mária Mednyánszky      | Lajos Dávid István Kelen            |                                        | Miklós Szabados Mária Mednyánszky    |
| 1931  | Viktor Barna         | Magda Gál              | Viktor Barna Miklós Szabados        |                                        | Viktor Barna Magda Gál               |
| 1932  | Viktor Barna         | Mária Mednyánszky      | Viktor Barna Miklós Szabados        | Lefeld Mária Mednyánszky               | Miklós Szabados Mária Mednyánszky    |
| 1933  | Mordecai Finberg     | Astrid Krebsbach       | Manfred Feher Alfred Liebster       |                                        | David Jones Astrid Krebsbach         |
| 1935  | Miloslav Hamr        | Astrid Krebsbach       | Stanislav Kolář Karel Svoboda       | Marie Kettnerová Marie Šmídová         | Miloslav Hamr Gertrude Kleinová      |
| 1936  | Stanislav Kolář      | Astrid Krebsbach       | István Boros Tibor Házi             | Hilde Bussmann Astrid Krebsbach        | Stanislav Kolář Hilde Bussmann       |
| 1937  | Bohumil Váňa         | Gertrude Pritzi        | Götz Meschede Bohumil Váňa          | Hilde Bussmann Astrid Krebsbach        | Bohumil Váňa Věra Votrubcová         |
| 1938  | Miloslav Hamr        | Gertrude Pritzi        | Miloslav Hamr Bohumil Váňa          | Vlasta Depetrisová Věra Votrubcová     | Bohumil Váňa Věra Votrubcová         |
| 1939  | Miloslav Hamr        | Gertrude Pritzi        | Ivan Andreadis Miloslav Hamr        | Hilde Bussmann Gertrude Pritzi         | Miloslav Hamr Marie Kettnerová       |
| 1954  | Vilim Harangozo      | Fujie Eguchi           | Vilim Harangozo Josip Vogrinc       | Fujie Eguchi Kiiko Watanabe            | Ichiro Ogimura Kiiko Watanabe        |
| 1955  | Alojzy Ehrlich       | Helen Elliot           | Bernhard Bukiet Erwin Klein         | Ursula Paulsen Annegret Thöle          | Josip Vogrinc Helen Elliot           |
| 1960  | Tony Larsson         | Agnes Simon            | Vilim Harangozo Josip Vogrinc       | Diane Rowe Kathleen Best               | Bert Onnes Agnes Simon               |
| 1961  | Hans Alsér           | Agnes Simon            | Hans Alsér Tony Larsson             | Heide Dauphin Rosemarie Seidel         | Tony Larsson Lena Guntsch            |
| 1962  | Eberhard Schöler     | Agnes Simon            | Vojislav Markovic Janez Teran       | Inge Harst-Muser Agnes Simon           | Eberhard Schöler Agnes Simon         |
| 1963  | Eberhard Schöler     | Maria Alexandru        | Istvan Korpa Josip Vogrinc          | Maria Alexandru Georgita Pitica        | Zoltán Berczik Erzsebet Heirits      |
| 1964  | Eberhard Schöler     | Maria Alexandru        | Istvan Korpa Edvard Vecko           | Maria Alexandru Ella Zeller            | Dorin Giurgiuca Ella Zeller          |
| 1965  | Dorin Giurgiuca      | Mary Shannon           | Ernst Gomolla Eberhard Schöler      | Diane Rowe Mary Shannon                | Vladimir Miko Marta Luzova           |
| 1966  | Jaroslav Stanek      | Maria Alexandru        | Vladimir Miko Jaroslav Stanek       | Diane Schöler Mary Shannon             | Dorin Giurgiuca Maria Alexandru      |
| 1968  | Istvan Korpa         | Marta Luzova           | Vladimir Miko Jaroslav Stanek       | Jitka Karlikova Marta Luzova           | Vladimir Miko Marta Luzova           |
| 1970  | Eberhard Schöler     | Zoja Rudnova           | Hans Alsér Kjell Johansson          | Svetlana Grinberg Zoja Rudnova         | Stanislav Gomozkov Zoja Rudnova      |
| 1972  | Kjell Johansson      | Zoja Rudnova           | Stellan Bengtsson Kjell Johansson   | Maria Alexandru Carmen Crișan          | Jacques Secrétin Claude Bergeret     |
| 1974  | Kjell Johansson      | Chung Hyun-sook        | Antun Stipančić Dragutin Šurbek     | Maria Alexandru Miho Hamada            | Jacques Secrétin Claude Bergeret     |
| 1976  | Kjell Johansson      | Lee Ailesa             | Patrick Birocheau Jacques Secrétin  | Yang Ying Zhang Li                     | Jacques Secrétin Claude Bergeret     |
| 1980  | Shi Zhihao           | Cao Yanhua             | Patrick Birocheau Jacques Secrétin  | Cao Yanhua Zhang Deying                | Li Zhenshi Zhang Deying              |
| 1982  | Josef Dvoracek       | An Hae-sook            | Paul Day Desmond Douglas            | An Hae-sook Hwang Nam-sook             | Jindrich Pansky Marie Hrachova       |
| 1984  | Andrzej Grubba       | Zsuzsa Oláh            | Mikael Appelgren Ulf Carlsson       | Fliura Abbate-Bulatova Anita Zakharjan | János Molnár Zsuzsa Oláh             |
| 1986  | Jan-Ove Waldner      | Fliura Abbate-Bulatova | Ulf Carlsson Jörgen Persson         | Olga Nemes Katja Nolten                | Zoran Kalinić Daniela Guergueltcheva |
| 1988  | Andrzej Grubba       | Daniela Guergueltcheva | Steffen Fetzner Jörg Roßkopf        | Olga Nemes Katja Nolten                | Zoran Kalinić Daniela Guergueltcheva |
| 1990  | Jean-Philippe Gatien | Geng Lijuan            | Steffen Fetzner Jörg Roßkopf        | Csilla Bátorfi Gabriella Wirth         |                                      |

| année     | simple messieurs   | double messieurs                       | simple dames               | double dames                  | double mixte       | U 21 messieurs    | U 21 dames         |
| --------- | ------------------ | -------------------------------------- | -------------------------- | ----------------------------- | ------------------ | ----------------- | ------------------ |
| 1999      | Liu Guoliang       | Chang Yen-Shu Chiang Peng-Lung         | Wang Nan                   | Csilla Batorfi Krisztina Toth |                    |                   |                    |
| 2001      | Vladimir Samsonov  | Aleksandar Karakasevic Slobodan Grujic | Ryu Ji-hae                 | Kim Bok-rae Kim Kyung-ah      |                    |                   |                    |
| 2002      | Ma Lin             | Kong Linghui Ma Lin                    | Tamara Boros               | Li Jiao Niu Jianfeng          |                    |                   |                    |
| 2003      | Wang Liqin         | Li Ching Ko Lai Chak                   | Zhang Yining               | Zhang Yining Wang Nan         |                    | Bartosz Such      | Ai Fukuhara        |
| 2004      | Timo Boll          | Timo Boll Christian Süss               | Niu Jianfeng               | Guo Yue Niu Jianfeng          |                    | Christophe Bertin | Sayaka Hirano      |
| 2005      | Vladimir Samsonov  | Lee Jung-woo Oh Sang-Eun               | Cao Zhen                   | Tie Yana Zhang Rui            |                    | Jiang Tianyi      | Nikoleta Stefanova |
| 2006      | Timo Boll          | Patrick Chila Werner Schlager          | Wang Yuegu                 | Li Jia Wei Sun Beibei         |                    | Taku Takakiwa     | Qian Li            |
| 2007      | Ma Long            | Wang Hao Wang Liqin                    | Li Xiaoxia                 | Guo Yue Li Xiaoxia            |                    | Kirill Skachkov   | Qian Li            |
| 2008      | Timo Boll          | non disputé                            | Liu Jia                    | non disputé                   |                    |                   |                    |
| 2009      | Timo Boll          | Timo Boll Christian Süss               | Sayaka Hirano              | Li Xiaodan Mu Zi              |                    | Ruwen Filus       | Zi Mu              |
| 2010      | Ma Long            | Chen Qi Ma Long                        | Feng Yalan                 | Ai Fukuhara Kasumi Ishikawa   |                    | Koki Niwa         | Yalan Feng         |
| 2011      | Zhang Jike         | Hao Shuai Zhang Jike                   | Guo Yan                    | Guo Yue Li Xiaoxia            |                    | Koki Niwa         | Yang Ha-eun        |
| 2012      | Dimitrij Ovtcharov | Jiang Tianyi Wong Chung Ting           | Yanfei Shen                | Petrissa Solja Sabine Winter  |                    | Noshad Alamiyan   | Petrissa Solja     |
| 2013      | Fan Zhendong       | Timo Boll Patrick Franziska            | Wen Jia                    | Wen Jia Zhao Yan              |                    | Masataka Morizono | Lee Ho Ching       |
| 2014      | Dimitrij Ovtcharov | Lyu Xiang Wang Hao                     | Xiaona Shan                | Miu Hirano Mima Ito           |                    |                   |                    |
| 2015      | Ma Long            | Timo Boll Patrick Franziska            | Mima Ito                   | Petrissa Solja Shan Xiaona    |                    | Kim Dong-hyun     | Petrissa Solja     |
| 2016      | Ma Long            | Masataka Morizono Yuya Oshima          | Wu Yang                    | Jeon Ji-hee Yang Ha-eun       |                    | Yuto Muramatsu    | Yui Hamamoto       |
| 2017 (de) | Dimitrij Ovtcharov | Lee Sang-su Jung Young-sik             | Chen Meng                  | Hina Hayata Miu Hirano        |                    | Xue Fei           | Chen Ke            |
| 2018 (de) | Ma Long            | Ma Long Xu Xin                         | Kasumi Ishikawa            | Hina Hayata Mima Ito          |                    | Joe Seyfried      | Saki Shibata       |
| 2019 (de) | Fan Zhendong       | Liang Jingkun Xu Xin                   | Sun Yingsha                | Jeon Ji-hee Yang Ha-eun       | Xu Xin Sun Yingsha |                   |                    |
| 2020 (de) | Xu Xin             | Chen Meng                              | Jang Woo-jin Cho Dae-seong | Chen Meng Wang Manyu          | Xu Xin Liu Shiwen  |                   |                    |

### Epreuve par équipes
| Année | Equipe messieurs  | Equipe dames            |
| ----- | ----------------- | ----------------------- |
| 1972  | Sweden            | Hungary                 |
| 1974  | Hungary           | South Korea             |
| 1976  | Sweden            | China                   |
| 1980  | China Second Team | China First Team        |
| 1982  | Yugoslavia        | South Korea             |
| 1984  | Sweden            | Yugoslavia              |
| 1986  | Poland            | West Germany First Team |
| 1988  | Poland            | Czechoslovakia          |
| 1990  | Belgium           | Hungary                 |
| 2008  | Poland            | Singapore               |

## Série WTT
| Année & Lieu               | Tournoi            | Simple messieurs | Simple dames |
| -------------------------- | ------------------ | ---------------- | ------------ |
| 2023 Francfort-sur-le-Main | WTT Champions (de) | Lin Yun-ju       | Wang Yidi    |
| 2024 Francfort-sur-le-Main | WTT Champions (de) | Lin Shidong      | Wang Manyu   |